# هایلندز رانچ (کلرادو)
هایلندز رانچ (به انگلیسی: Highlands Ranch) یک منطقهٔ مسکونی در ایالات متحده آمریکا است که در شهرستان داگلاس، کلرادو واقع شده‌است. هایلندز رانچ ۹۶٬۷۱۳ نفر جمعیت دارد و ۱٬۸۰۴٫۴۴ متر بالاتر از سطح دریا قرار دارد.